# Елена Налбантова
Елена Налбантова е български литературен историк, професор по история на Българската възрожденска литература във Великотърновския университет „Св. св. Кирил и Методий“

## Биография
Родена е на 22 май 1957 в с. Аврен, обл. Варна.
През 1976 г. завършва IV езикова гимназия „Фр. Жолио-Кюри“, гр. Варна. През 1981 г. завършва Българска филология с втора специалност История във ВТУ „Св. св. Кирил и Методий“. През 1997 г. защитава докторат на тема „Прозата на Илия Блъсков между високата и популярната литература“. 
Води занятия по стара българска литература (1982 – 1985), по българска възрожденска литература (1983 – 2022 г.), по историческа поетика (1988 – 1989), както и редица специализиращи магистърски семинари. През 2002 г. гостува в университета „Йон Крянга“ в гр. Кишинев и в университета в гр. Комрат, Молдова. От 2002 до 2006 г. е гост-лектор в Одеския национален университет „И. И. Мечников“, Украйна. 
През 2001 г. е съучредител на Институт по нова българска литература със седалище в гр. В. Търново. 
Член на редколегията на библиотечната поредица „Нова българска библиотека“ (В. Търново) и от 2006 до 2022 г. на сп. „Проглас“, орган на Филологическия факултет на ВТУ „Св. св. Кирил и Методий“. 
Член на специализирания научен съвет (СНС) по литературознание в научната комисия по филология към Висша атестационна комисия (ВАК) (2008 – 2010). 
От 2002 г. е доцент, а от 2013 г. – професор по Българска литература (Българска възрожденска литература). През 2022 г. е удостоена със званието Почетен професор на Филологическия факултет на ВТУ „Св. св. Кирил и Методий“..
През 2024 г. получава от Софийски университет "Св. Климент Охридски", факултет "Славянски филологии", Годишна награда за научен труд по филология като съавтор на петтомника „Книжовност и литература в България IX - XXI век“.
Сценарист на документалния филм „Съзвездие Блъсков“ (1992, РТЦ Варна, реж. К. Папазова, оператор Г. Смиленов).

### Монографии
- „Прозата на Илия Блъсков“. Шумен: „Алтос“ (1999) (II изд. 2022);
- „Посмъртното слово като феномен на българската култура“ (в съавторство с проф. Антония Велкова-Гайдаржиева, 2000)[1]; В. Търново: „Слово“, 2000);
- „Възрожденският човек – утопии и     реалности“. В. Търново: УИ „Св. св. Кирил и Методий“ , (2001);
- „Васил     Априлов – време и съвременници“. Одеса: „Друк“ (2004);
- „Одеса в българската история и литература на ХІХ век“ (2006)[2];  Одеса: „Друк“ (2006);
- „История на катедралния храм „Рождество Пресветия Богородици“, Велико Търново“; София: „Св. Георги Победоносец“ (2009)[3];
- „Заради Възраждането. Четиво за студенти и други изкушени“ (2012)[4].  В. Търново: УИ „Св. св. Кирил и Методий“, (2012);
- История на българската литература в Бесарабия и Таврия XIX – XXI век. В. Търново: УИ „Св. св. Кирил и Методий“ , (2021);
- Българска     възрожденска литература. Въведение. В. Търново: УИ „Св. св. Кирил и Методий“ (2022);
- Книжовност и литература в България IX - XXI век. Възраждане (в съавторство с проф.Валери Стефанов). София: УИ „Св. Климент Охридски“ (2022).
- Книжовност и литература в България IX - XXI век (в съавторство с проф. Валери Стефанов и др.) София: УИ „Св. Климент Охридски“ (2024).

### Учебници и учебни помагала
- „Ръководство за писане на курсова работа“ (методическо пособие, 2008).

### Преводи
- Антон Киссе, „Възраждане на българите в Украйна“ (2006).

### Участие в колективни издания
- „Биографии на българските писатели“ (1994, II изд. 1995);
- „Енциклопедия на българската възрожденска литература“ (I изд. 1996, II изд. 1997);
- „История и култура на България в дати. Възраждане“ (1997);
- „Енциклопедия на съвременния български език“ (2000);
- „Бележити българи, т. VІ“ (б.г./2012).
- „Атлас на българската литература 1740 – 1877“ (в съавторство със Симеон Янев, 2012. Книгата е номинирана за годишните награди „Бронзов лъв“ 2012 на Асоциация „Българска книга“).

### Съставител на издания
- Киро Тулешков, „Моето чиракуване в живота“ (1997);
- „Литературен лист „Развигор“ (1998);
- Блага Димитрова, „Времена“ (2000);
- Павел Вежинов, „Нощем с белите коне“ (2000);
- „Български поети от Бесарабия и Таврия. Антология“. ЕИ „LiterNet“, ISBN 954-304-171-7 (2005);
- „Съвременна българска поезия от Бесарабия и Таврия. Антология. Критически прочити“ (2006)[5];
- „И ние в литературата“ (2010).

#### Съставител на издания, предназначени за ученици
- Васил Друмев, „Иванко, убиецът на Асеня I“ (1992. II изд. 1996);
- Добри Войников, „Криворазбраната цивилизация“ (1993. II изд. 1996);
- „Алманах за V клас“ (колектив) (1994. II изд. 1995);
- „Алманах за VII клас“ (колектив) (1994. II изд. 1995);
- „Алманах за IХ клас“ (колектив) (1994. II изд. 1995);
- „Начало на новобългарския театър и драма. Д. Войников, „Криворазбраната цивилизация“. В. Друмев, „Иванко, убиецът на Асеня I“ (2000).

### Автор на предговори или послеслови на издания
- Светлозар Василев, „Съвременна поезия на бесарабските българи. Теоретично и историографско изследване“ (Ямбол, 1999);
- Анна Кострова-Терзивец, „Любовта е свята“, Лирика (Одеса, 2007);
- Георги Барбаров, „Нови барбаризми“ (Кишинев, 2007);
- „Художници-българи от Украйна“ (Одесса, 2008);
- Иван Марков, „Търновският майстор и неговата хроника“ (Русе, 2010).

Редактор на
- Юбилеен сборник. Национална памет и личен дълг. При глаголемите на литературата. Академик Иван Радев на 70 години. София: АИ Проф. Марин Дринов, 2003.
- Сборник. И ние в литературата. В. Търново: УИ "Св. св. Кирил и Методий", 2010.
- Димитър Пейчев. Стъпки по земята. Стихотворения. В. Търново: ДАР- РХ,  2021.
- Димитър Балтажи. Смехът и сълзите на Твардица. Кишинев: EDITURAUNU, 2021.